# 高勣
高勣（？—1660年代），字無功，浙江紹興府會稽縣人，南明政治人物。

## 生平
隆武二年（1645年），高勣舉天興府鄉試。永曆時，任光祿寺卿。永曆十年（1656年），馬吉翔以逢迎李定國而入閣，和龐天壽掌權，李定國、劉文秀經常約好到二人家中連夜喝酒。高勣與鄔昌琦、裴廷謨、許紹亮感到不滿，一同上疏：「二王功高望重，不應該和把弄政權的人來往，重蹈孫可望的覆轍。」疏奏呈上後，二人都憤怒不入朝；馬吉翔更激起永曆帝怒意，命杖打各人一百五十次，並除名。不久金維新勸諫李定國不要讓朝廷蒙上殺害諫官的污名，於是聯同劉文秀解救三人，才得以恢復官職。
李定國打敗孫可望部隊，自以為再沒有顧慮，疏忽軍事訓練，高勣和金簡進言：「現在雖然解除內患，但外憂更大。敵人只需等待你和劉文秀內鬥；我們卻在漏水的船上歌唱、睡在燃燒的柴薪，可以安穩嗎？親王熟悉兵事，還鬆懈懶散如此嗎？」李定國驚懼上前，言詞激烈，又打算杖打他們洩憤；朝廷大臣都爭論不可這樣。事情過了一會兒也未解決，三路的戰敗文書來到，李定國才退卻引謝離去。後來高勣隨永曆帝進入緬甸，在路途中死去。

## 引用
1. 1 2  錢海岳《南明史·卷五十九·列傳第三十五》：高勣，字無功，會稽人。隆武二年舉天興鄉試。永曆時，累官光祿卿。馬吉翔媚事李定國入閣，與龐天壽重握中外權，定國、劉文秀每相與入二人家，長夜歡飲。勣與鄔昌琦、裴廷謨、許紹亮患之，合疏言：「二王功高望重，不當往來權佞之門，蹈孫可望故轍。」疏上，二人怒，不入朝。吉翔激上怒，命各杖百五十，除名。定國尋悟，偕文秀救之，得復官。
2. ↑  《爝火錄·卷二十六》：丙申、大清順治十三年 永明王永歷十年、魯王十一年……秋七月丁未朔，晉王李定國、蜀王劉文秀時詣馬吉翔、龐天壽家，光祿少卿高績（勣）與御史鄔昌期（琦）患之；合疏言『二王功高望重，不當往來權佞之門；恐滋奸弊，複蹈秦王故轍』！疏上，二王遂不入朝。吉翔激王怒，命各杖一百五十，除名。定國客金維新走告定國曰：『績、昌期誠有罪，但不可使朝廷有殺諫官名』！定國即偕文秀入救，乃復二人官。
3. ↑  錢海岳《南明史·卷五十九·列傳第三十五》：及定國敗可望兵，自以為無他患，武備頗弛，勣與金簡進言曰：「今內難雖除，外憂方大。伺我者頓刃以待兩虎之斃，而我酣歌漏舟之中，熟寢爇薪之上，能旦夕安耶？王老於兵事，胡泄泄若此？」定國愬之上前，詞甚激。擬杖勣等以解之，朝士多爭不可，移時未決，而三路敗書至，定國始逡巡引謝出。後勣、紹亮、簡扈行入緬。勣卒於道，昌琦、廷謨死咒水之禍。